# Prescrizione (diritto)

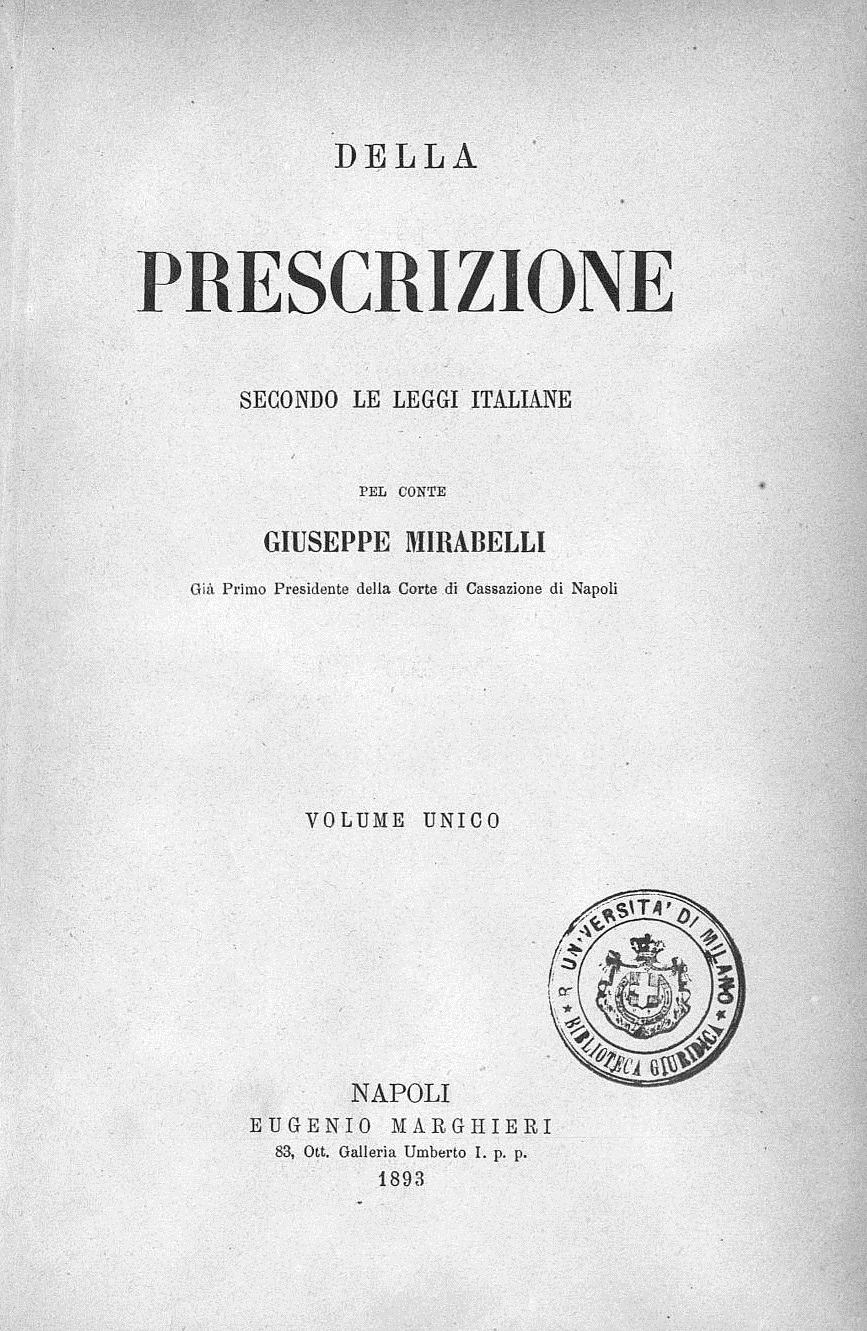
Giuseppe Mirabelli, Della prescrizione secondo le leggi italiane, 1893

La prescrizione è un istituto giuridico che concerne gli effetti giuridici del trascorrere del tempo su un certo procedimento giudiziario, con valenza sia in campo civile che penale.

## Storia
Nell'antica Grecia ad Atene esisteva un termine di prescrizione di 5 anni per tutti i reati, a eccezione di fatti particolari da rinfacciare che prevedevano un termine di prescrizione di 24 ore e dei reati contro le norme costituzionali, che non avevano termine di prescrizione. Demostene scrisse che questo termine fu introdotto per controllare l'attività dei soggetti sicofanti.

## Tipologie
- Nel diritto civile indica quel fenomeno che porta all'estinzione di un diritto soggettivo non esercitato dal titolare per un periodo di tempo indicato dalla legge (ad esempio non è più possibile incassare un rimborso). La ratio dell'istituto è individuabile nell'esigenza di certezza dei rapporti giuridici.[2]
- In diritto penale determina l'estinzione di un reato a seguito del trascorrere di un determinato periodo di tempo (ad esempio, non viene più punito un furto o un atto di violenza). Sotto il profilo sostanziale, l'istituto riflette sia lo scemare dell'interesse dello Stato a punire la relativa condotta, sia la necessità di un processo di reinserimento sociale del reo, a seguito del decorso del tempo. Sotto il profilo processuale, l'istituto è volto a tutelare la parte dalla difficoltà, via via crescente nel tempo, a reperire le prove a supporto della propria tesi difensiva.

## Analisi comparata
(Francesco Carrara, Programma del corso di diritto criminale. Del giudizio criminale, Bologna, Il Mulino, 2004, pp. 355-356, tratto da Opuscoli di diritto criminale, vol. II, 2a ed. corretta, ampliata e riordinata, Lucca, Tipografia Giusti, 1870, p. 71)
L'istituto in questione presenta marcate differenze da un ordinamento all'altro e fra ordinamenti nazionali differenti. Mentre in Italia dal codice Rocco l'istituto è previsto nel codice penale (e quindi i termini decorrono dalla data di commissione del fatto, anche se l'autore non è stato ancora identificato e persino se il fatto non è stato ancora scoperto), in ambito europeo l'attribuzione di una natura processuale alla prescrizione esprime una “tendenza normativa che può dirsi egemone negli altri Paesi del vecchio continente”; la conseguenza è che, decorrendo i termini dal verificarsi di eventi processuali (a partire dall'identificazione di un possibile autore del fatto), nei fatti i termini assai difficilmente impattano sui processi in corso in proporzioni comparabili a quanto avviene invece in Italia. In altri termini, la modalità "sostanziale" dell'istituto della prescrizione esistente in Italia dal 1930 "in ambito europeo parrebbe costituire pressoché un unicum stante l'assoluta prevalenza della opposta natura processuale".

## Nel diritto internazionale
Il diritto internazionale conosce l'imprescrittibilità dei crimini internazionali più gravi, affermata caso per caso dalla giurisprudenza dei principali tribunali internazionali; quando però si è trattato di fissare ex ante l'esatta determinazione di questi reati, all'Assemblea generale delle Nazioni Unite nell'ottobre 1966 non vi è stato consenso e il relativo trattato, aperto alla firma nel 1968, è stato ratificato soltanto da 55 Stati.
Allo scopo di affermare comunque il principio il Consiglio d'Europa nel 1974 aprì alla firma la Convenzione europea sull’imprescrittibilità dei crimini contro l’umanità e dei crimini di guerra, entrata in vigore nel 2003 e attualmente applicabile agli otto Stati europei che l'hanno ratificata.
Con lo Statuto di Roma e l'ingresso dell'imprescrittibilità nei principi generali del diritto penale internazionale, può dirsi entrato in vigore un testo ricognitivo del diritto consuetudinario nel frattempo consolidatosi.

## Negli Stati del mondo

### Germania
In Germania per i reati commessi dai parlamentari la prescrizione viene conteggiata non dal momento in cui è avvenuto il reato ma da quando inizia il processo.

### Italia
La normativa in tema è regolata sia in ambito civile e penale, nel primo dagli artt. 2934 a 2963 del codice civile italiano, nel secondo dagli artt. da 157 a 161 del codice penale italiano, come modificati dalla legge ex Cirielli nel 2005 e da successivi interventi.
Dal punto di vista del diritto penale, costituisce una delle varie cause della cosiddetta estinzione del reato. Rappresenta il venir meno dell'interesse dello Stato, dopo un determinato lasso di tempo, all'inflizione di una pena in capo a un soggetto che, al termine del processo, potrebbe essere dichiarato colpevole della condotta penalmente illecita addebitatagli dalla pubblica accusa. Rappresenta il venir meno dell'interesse dello Stato a proseguire nell'esercizio della azione punitiva che, proceduralmente, è stata esercitata dal Pubblico Ministero. Il lasso temporale della prescrizione è parametrato di volta in volta - ossia caso per caso - alla singola e specifica gravità dell'addebito avanzato mosso dall'autorità inquirente. Il lasso temporale della prescrizione è altresì aumentato qualora il soggetto presunto autore sia un cosiddetto "recidivo" e da tale qualificazione giuridica sia poi discesa, con la sentenza di sua condanna, l'applicazione specifica di un aumento della pena comminata (esclusi alcuni casi per i quali la qualifica di soggetto recidivo comporta sempre e comunque l'aumento del termine di prescrizione).

### Regno Unito e USA
Nel Regno Unito e negli Stati Uniti la non perseguibilità degli illeciti penali è regolata dallo "Statute of Limitations", che fissa il tempo massimo dopo il quale le corti non hanno più giurisdizione.